# Harry Glaß
Harry Glaß (* 11. Oktober 1930 in Klingenthal/Sa.; † 14. Dezember 1997 in Rodewisch) war ein deutscher Skispringer. Er gewann mit Bronze im Skispringen bei den Olympischen Winterspielen 1956 in Cortina d’Ampezzo die erste olympische Medaille für die DDR. Neben Helmut Recknagel und Werner Lesser gehörte er zu den ersten drei Skispringern der DDR, die in der Weltspitze mitsprangen.

## Leben
Der Sohn eines Schuhmachers wuchs zunächst im vogtländischen Klingenthal auf. Nach der Scheidung seiner Eltern ging Glaß noch als Jugendlicher, wohl noch während des Zweiten Weltkrieges, mit seinem Vater nach Wasserburg am Inn. Als dieser dort tödlich verunglückte, kehrte Glaß 1946 in seine Heimat, die nun in der sowjetischen Besatzungszone lag, zurück. Dort erlernte er von 1946 bis 1950 in Klingenthal ebenfalls den Beruf des Schuhmachers. Ab 1950 war er als Hauer im Uranabbau der SDAG Wismut, ab 1954 als Schießmeister tätig. Zunächst Fußballspieler, begann er ab 1952 parallel mit dem Skisprungtraining bei der damaligen BSG Wismut Klingenthal. Später absolvierte er ein Sportfachstudium.
1956 wurde mit der Übernahme in den SC Dynamo Klingenthal Angehöriger der Deutschen Grenzpolizei, die damals dem Ministerium des Inneren unterstand. Beim Ausscheiden aus der DGP trug er den Rang eines Oberleutnants. Als Mitarbeiter des SC Dynamo gehörte er der Deutschen Volkspolizei an, sein letzter Dienstgrad war Major.
Der ehemalige Skispringer Henry Glaß ist weder verwandt noch verschwägert mit ihm.

## Sportkarriere

### Erste Anfänge
Glaß konnte bereits im Winter 1952 einen ersten Erfolg feiern. Bei den Sächsischen Wintersportmeisterschaften gewann er auf der Altenberger Schanze des Friedens mit einer Weite von 48,5 Metern hinter Landesmeister Herbert Leonhardt und dem Zweitplatzierten Siegmund Leonhardt im Spezialsprunglauf die Bronzemedaille. Bei den III. Wintersportmeisterschaften der DDR, die Ende Januar/Anfang Februar 1952 in Oberhof stattfanden, reichte es für Glaß noch nicht für einen Podestplatz. Allerdings konnte er in der Folge zwei Vergleichsspringen der sogenannten DDR-Kernmannschaft in Mühlleithen und Schierke gewinnen. Mitglieder dieser Kernmannschaft waren unter anderem Werner Lesser, Herbert Queck und der noch aktive Hans Renner. Eine erste größere Bewährungsprobe bestand Glaß 1953 bei den 35. deutschen Nordischen Skimeisterschaften, bei denen erstmals eine Delegation mit DDR-Sportlern teilnahm. Auf der Murgtalschanze erreichte der Klingenthaler als bester DDR-Vertreter einen 5. Platz. Bei den kurz darauf folgenden DDR-Meisterschaften, die für die Spezialspringer in Oberwiesenthal stattfanden, verpasste Glaß jedoch erneut eine Medaille. Dadurch wurde er nicht für die Akademischen Winterspiele nominiert, bei denen Werner Lesser, Kurt Meinel und Siegmund Leonhardt die DDR im Skispringen vertraten. Dennoch gehörte Glaß weiterhin der DDR-Kernmannschaft an und wurde nach guten Auftaktleistungen zu Beginn des Jahres 1954 in das Aufgebot für die Nordische Ski-WM im schwedischen Falun, bei der erstmals DDR-Athleten an den Start gehen durften, nominiert. Im Aufgebot wurde er offiziell noch als Athlet der SV Wismut geführt. Glaß gewann zum Beispiel das Neujahrsspringen 1954 in Oberhof. Erwähnenswert ist sein Sprungstil mit angelegten Armen, der im Spitzensport damals sein Alleinstellungsmerkmal und bis Ende der 1960er Jahre ungewöhnlich war. Bei der Weltmeisterschaft erreichte Glaß im Spezialsprunglauf allerdings nur einen 64. Platz von 69 Teilnehmern, da er nach einem guten ersten Durchgang beim zweiten Sprung in den Schnee griff. Insgesamt war das Abschneiden der DDR-Spezialspringer mit einem 49. Platz für Franz Renner und einem 53. Platz für Werner Lesser als weiteren Vertretern eher enttäuschend. Eine Woche nach der WM gewann Glaß jedoch die DDR-Meisterschaften im Skispringen in Oberhof, sein erster DDR-Meistertitel. Nach der Enttäuschung bei den Nordischen und Alpinen Weltmeisterschaften in Schweden beschloss der Deutsche Sportausschuss im Sommer 1954, Schwerpunkte im Wintersport einzurichten. Dies ging einher mit der Gründung von Sportclubs, die ab Herbst 1954 gegründet wurden. Die Sportvereinigung Aufbau gründete den SC Aufbau Magdeburg mit dem Schwerpunkt Wintersport in Klingenthal. Kurze Zeit später, spätestens im Januar 1955 wurde dieser Wintersportschwerpunkt eigenständig unter dem Namen SC Aufbau Klingenthal in der Presse geführt. Auch Harry Glaß wechselte zu diesem Sportclub, wo die Sportler neben ordentlichen Trainingsbedingungen auch eine monatliche Entlohnung bekamen. Zudem wurde der vom aktiven Skispringen zurückgetretene Hans Renner zum Cheftrainer der Spezialspringer ernannt und trainierte damit bei internationalen Vergleichen die Spitzenspringer der DDR, zu denen natürlich neben Werner Lesser auch Harry Glaß gehörte.

### Erste Erfolge
In der darauffolgenden Saison 1955 konnte Glaß seinen DDR-Meistertitel verteidigen. Hinter ihm kam dabei der aufstrebende, erst 17-jährige Helmut Recknagel, der in Zella-Mehlis von Hans Renner persönlich trainiert wurde, auf den zweiten Platz. Das erste richtige Achtungszeichen nach der verpatzten WM setzte Glaß bei der Oberstdorfer Skiflugwoche Ende Februar 1955. In einem internationalen Spitzenfeld, das der finnische Vierschanzentourneesieger Hemmo Silvennoinen gewann, belegte er in der Gesamtwertung den fünften Platz. Nachdem die DDR-Springer bei den vorolympischen Wettkämpfen in Cortina noch nicht am Start waren, war die Einladung zur Skiflugwoche der erste Auftritt der DDR-Springer im westlichen Ausland. Werner Lesser bestätigte das gute Abschneiden der Renner-Schützlinge mit Platz 10 der Gesamtwertung. Lediglich Youngster Recknagel fiel noch etwas ab. Generell wurden den DDR-Springern unter dem Trainer Hans Renner in der Saison 1955 enorme Fortschritte bescheinigt. Dies wurde auch von der DDR-Regierung gewürdigt. Im Oktober 1955 erhielten Harry Glaß und Werner Lesser den Titel Meister des Sports.

### Olympisches Edelmetall
Die folgende Saison 1955/56 hatte ihren Höhepunkt mit den Olympischen Winterspielen im Februar 1956 im italienischen Cortina d’Ampezzo. Klar war, dass erstmals DDR-Sportler in einer gesamtdeutschen Mannschaft an den Spielen teilnehmen konnten. Allerdings entschieden über die Zusammensetzung des Olympiakaders innerdeutsche Ausscheidungswettkämpfe. Für das Skispringen waren dabei ein Springen in Oberhof am 28. Dezember 1955 sowie die ersten drei Springen der Vierschanzentournee 1955/56 vorgesehen. Dies bedeutet zugleich die erste Teilnahme von Springern aus der DDR an diesem Wettbewerb. In Oberhof wurde Glaß Zweiter hinter Max Bolkart. Bei der Vierschanzentournee jedoch, nunmehr mit der Weltspitze in Konkurrenz, überraschte Glaß die Fachwelt. Einem dritten Platz zum Auftakt in Oberstdorf folgten zwei zweite Plätze in Garmisch und Innsbruck. Damit führte er nach drei Springen der Tournee die Gesamtwertung an. In der innerdeutschen Rangliste lag er vor Max Bolkart ebenso vorn. Weil man aber vor Olympia noch trainieren wollte, reiste der noch in Innsbruck nominierte Olympiakader ab und nahm so am Springen in Bischofshofen nicht teil. Glaß blieb somit ein Gesamtsieg in der später so prestigeträchtigen Vierschanzentournee verwehrt. Nach Innsbruck reiste die gesamtdeutsche Springerauswahl zum Olympiaort nach Cortina, wo am 8. Januar 1956 der Campari-Cup stattfand. In Abwesenheit der sowjetischen, finnischen und norwegischen Athleten gewann Glaß auf der damals weltweit modernsten Sprungschanze, der erst am 8. Dezember 1955 neu eingeweihten Trampolina Italia, dieses Springen. Damit war er vor den Olympischen Spielen der leistungsstärkste deutsche Skispringer.
Am 20. Januar 1956 reiste Glaß mit Teamkamerad Werner Lesser und Trainer Hans Renner aus Berlin ab. Anders als z. B. die Skilangläufer aus der DDR, die am darauffolgenden Samstag, den 21. Januar in Cortina eintrafen, trainierten die Skispringer noch im schweizerischen Andermatt. Beim ersten Training auf der Olympiaschanze zeigte Glaß mit einer Weite von 84 m, das er neben den Finnen durchaus zum erweiterten Favoritenkreis zu zählen war.
Das Skispringen fand am letzten Tag der Spiele, am 5. Februar 1956, statt. Nach den Trainingsleistungen vor Ort wurden Glaß, Werner Lesser, Max Bolkart und Josef Kneisl für den Wettkampf nominiert. Speziell um die Personalie Werner Lesser hatte es dabei im Vorfeld viele Diskussionen gegeben, denn der Thüringer war trotz seiner starken Ergebnisse ursprünglich nur als Ersatzmann nominiert. Durch eine Verletzung des vorgesehenen Sepp Weilers, ⁣aber auch Lessers Trainingsleistungen wurde der Thüringer letztlich für den Wettkampf nominiert. Harry Glaß sorgte nach dem ersten Durchgang mit der Führung durch einen Sprung von 83,5 m für eine faustdicke Überraschung. Mit 118,5 Punkten lag er einen halben Punkt vor dem Finnen Aulis Kallakorpi und dessen Landsmann Antti Hyvärinen, der wie Max Bolkart mit 115 Punkten den dritten Platz belegte. Allerdings konnte Glaß diese Position im zweiten Durchgang nicht halten. Dem bis dahin eher nicht als Titelfavorit gesehenen Hyvärinen gelang ein stilistisch sauberer Sprung von 84 m, der mit der Tageshöchstpunktzahl von 119,5 bewertet wurde. Glaß wollte nicht stürzen und sprang 80,5 m, für die er 113,5 Punkte erhielt. Der direkt nach ihm springende Kallakorpi sprang genauso weit, erhielt aber mit 114,5 Punkten einen Punkt mehr als Glaß. Damit schoben sich die beiden Finnen noch vor den Klingenthaler, wenngleich Glaß auf den Silberrang nur einen halben Punkt Abstand hatte. Dennoch hatte Harry Glaß Historisches erreicht. Mit der Bronzemedaille im Skispringen gewann er die erste Olympiamedaille für einen deutschen Skispringer und zugleich für einen Sportler aus der DDR. Max Bolkart mit Platz vier und Werner Lesser mit Platz acht rundeten das gute deutsche Ergebnis ab, lediglich Josef Kneisl mit Platz 26 blieb hinter den Erwartungen zurück.
Nach den Olympischen Spielen bestritt Glaß zunächst noch ein Springen im schweizerischen St. Moritz, welches er ebenfalls gewann. Anschließend fand sich ein Teil der Springerelite in der Tschechoslowakei ein, wo bei einer Sprungwoche auf drei Schanzen gesprungen wurde. Glaß belegte dabei in Vysoké nad Jizerou den 2. und in Špindlerův Mlýn den 3. Platz. Mit dabei war auch immer Mannschaftskamerad Werner Lesser, der das Springen in Vysoke nad Jizerou gewinnen konnte. Erst am 13. Februar 1956, also gut eine Woche nach dem Springen in Cortina, betrat Glaß wieder heimatlichen Boden. Bei einem Empfang auf dem damaligen Klingenthaler Stalinplatz vor 4.000 Zuschauern erhielt Glaß unter anderem ein Fernsehgerät und einen Schmalfilmprojekor als Sachprämie für seinen Erfolg.
Nach seiner Olympiamedaille wurde das Skispringen den VII. DDR-Wintersportmeisterschaften in Oberhof mit großer Spannung erwartet. Auf der Thüringenschanze verwies Glaß bei seinem dritten DDR-Meistertitel mit neuen Schanzenrekord von 77 m seinen Mannschaftskameraden Werner Lesser auf den zweiten Platz. Dritter wurde Helmut Recknagel. In der Folgezeit nahm Glaß noch an einigen international gut besetzten Skisprungwettbewerben der ausklingenden Saison teil, unter anderem beim Skifliegen am Kulm (8.–11. März) oder den Skispielen im polnischen Zakopane, wo er auch vordere Plätze belegte (am ersten Wettkampftag am Kulm wurde er Zweiter hinter Werner Lesser). Das letzte Springen der Olympiasaison auf der heimischen Vogtlandschanze in Klingenthal konnte Glaß dann allerdings vor seinem Mannschaftskameraden und Dauerkontrahenten Werner Lesser gewinnen. Die Leistungen der beiden Skispringer wurden nach dieser erfolgreichen Olympiasaison auch staatlicherseits wiederum gewürdigt. Glaß und Lesser erhielten am 2. August 1956 den Titel Verdienter Meister des Sports.

### Ein Rivale erwächst
Die nacholympische Saison 1956/57 wurde mit einem Auftaktspringen in Oberwiesenthal am 27. Dezember 1956 gestartet. Dies sollte auch als erste Standortbestimmung für die nachfolgende Vierschanzentournee dienen. Glaß kam dabei auf den 14. Platz. Danach ging es nach Oberstdorf, zum ersten Springen der Vierschanzentournee. Dabei belegte Glaß den guten achten Platz. Es folgten ein eher enttäuschender 24. Platz in Innsbruck, erneut ein achter Platz in Garmisch sowie zum Abschluss ein siebenter Platz in Bischofshofen. Das bedeutete am Ende in der Gesamtwertung bei Glaß´ erster vollständiger Tournee den fünften Platz, einen Platz hinter Mannschaftskamerad und Dauerrivale Werner Lesser. In der Folge nahm Glaß an diversen international gut besetzten Sprungwettbewerben teil, bei denen er teilweise sehr gute Platzierungen erreichte. So wurde er Ende Februar 1957 im finnischen Kouvola Dritter, bei den legendären Skispielen am Holmenkollen und der Skiflugwoche in Planica jeweils Vierter. Mitte März 1957 gewann er das renommierte Springen von der Feldbergschanze mit einer bis dahin noch nie gegebenen Haltungsnote von 59,5 von 60 möglichen Punkten. Auch das international gut besetzte Memorial in Zakopane konnte Glaß zum Saisonabschluss gewinnen. Allerdings war ihm mittlerweile in der DDR-Auswahl ein ernst zu nehmender Konkurrent herangewachsen, der junge Helmut Recknagel. Für die Olympischen Spiele 1956 noch nicht nominiert, war 1957 das Jahr seines Aufstiegs in die Weltspitze. Bereits bei der Vierschanzentournee hatte er mit einem 10. Platz in der Gesamtwertung sein Leistungsvermögen angedeutet. Bei den DDR-Meisterschaften kam er hinter Werner Lesser, aber vor Harry Glaß auf dem Silberrang ein. Höhepunkt der Saison war aber Recknagels Sieg am Holmenkollen. Dies war vorher noch keinem Mitteleuropäer gelungen. Der Sieg bei der Skiflugwoche in Planica rundete sein Durchbruchsjahr ab. Damit war Glaß nunmehr nicht mehr der unangefochtene Spitzenspringer der DDR-Auswahl.

### In Recknagels Schatten

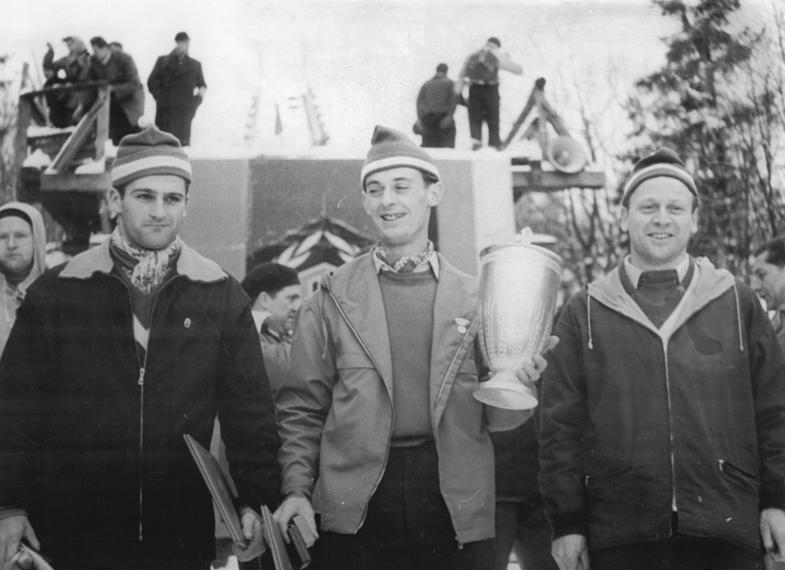
Von links: Helmut Recknagel, Harry Glaß und Werner Lesser, das DDR-Spitzentrio, bei Glaß' letztem DDR-Meistertitel in Altenberg

In der WM-Saison kam Glaß nur schwer in Tritt. Konnte man sein Abschneiden beim gut besetzten Weihnachtsspringen in Oberhof im Dezember 1957 mit Platz 13 noch als Ausrutscher sehen, so war das Abschneiden bei der ersten Hälfte der Vierschanzentournee für einen Springer seiner Klasse indiskutabel. Durch nicht gestandene Sprünge belegte der Klingenthaler zum Auftakt in Oberstdorf den 55. und in Garmisch beim Neujahrsspringen den 23. Platz, wenngleich er auf der Olympiaschanze mit 87 und 86,5 m mit am weitesten gesprungen war. In Innsbruck konnte Glaß seine Klasse erstmals wieder zeigen und deutete mit einem 5. Platz an, dass mit ihm noch zu rechnen war. Am Bergisel trennte ihn dabei nur ein Punkt von einem Podiumsplatz. Diese gute Form konnte er in Bischofshofen beim Tourneeabschluss erneut unter Beweis stellen. Hinter dem Tourneegesamtsieger Helmut Recknagel, der nach schwachem Start in einer beispiellosen Aufholjagd erstmals die Tournee gewinnen konnte, belegte Glaß Rang 2 in der Tageswertung. In der Gesamtwertung reichte dies allerdings nur für den 18. Platz. Fortan zeigte Glaß aufsteigende Form. In Kouvela wurde er bei starker skandinavischer Konkurrenz Fünfter, bei den DDR-Meisterschaften konnte er den allerdings grippegeschwächten Titelfavoriten Helmut Recknagel schlagen und holte seinen 4. und letzten DDR-Meistertitel. Damit war Glaß für das Aufgebot zur Nordischen Ski-WM im finnischen Lahti gesetzt. Bei den Weltmeisterschaften konnte der Finne Juhani Kärkinen vor über 100.000 Zuschauern ziemlich ungefährdet den Wettbewerb gewinnen und sich so zum Weltmeister krönen. Dahinter entbrannte aber ein Dreikampf zwischen dem Finnen Ensio Hyytiä, Helmut Recknagel und Glaß, bei dem der Klingenthaler letztendlich den undankbaren vierten Platz belegte. Zwar war das Abschneiden der Renner-Schützlinge mit den Plätzen 3, 4 und dem 8. Platz von Werner Lesser mehr als achtbar, aber laut Recknagels biographischen Aussagen war Harry Glaß ob der verpassten Medaille untröstlich. Auch die Holmenkollenspiele 1958 verliefen mehr als unglücklich. Nach dem ersten Durchgang lag Glaß auf dem zweiten Platz und nach dem Sturz des bis dahin Erstplatzierten Weltmeisters Kärkinen hätte er als Nachfolger von Helmut Recknagel als Sieger vom Holmenkollen in die Geschichte eingehen können. Doch nach einer Weite von sehr guten 69,5 m stürzte Glaß 10 m nach der Landung in den Schnee und belegte nur den 40. Platz. Recknagel hingegen wurde Zweiter. Bei der Oberstdorfer Skiflugwoche lief es auch nicht für Glaß. Während Recknagel den Wettbewerb gewinnen konnte, erreichte Glaß auch sturzbedingt nur einen 17. Platz in der Gesamtwertung aller drei Sprungtage. Dennoch fand die Saison einen versöhnlichen Ausklang. Ein international stark besetztes Springen in Klingenthal konnte Glaß gewinnen, in Oberwiesenthal beim Springen um den Wanderpokal der Karl-Marx-Städter Volksstimme musste er sich nur Recknagel geschlagen geben. Die letztendlich wieder starker Saison der Renner-Schützlinge wurde am 12. Juni 1958 auch von der DDR-Regierung gewürdigt. Walter Ulbricht ehrte Lesser, Recknagel, Glaß und ihren Auswahltrainer Hans Renner mit dem Vaterländischen Verdienstorden in Bronze. Im Wintersport war das Springertrio zu dieser Zeit das Aushängeschild der DDR.
Die Wintersportsaison 1958/59 begann für Glaß unerfreulich. Im Sommer 1958 hatte er sich beim Volleyball den Knöchel gebrochen und so musste er bei den ersten Vergleichswettkämpfen im Spätherbst 1958 noch zuschauen. Beim Weihnachtsspringen in Oberwiesenthal, welches mit den Finnen Niilo Halonen und Weltmeister Kärkinen auch internationale Spitzenklasse am Start sah, zeigte Glaß mit einem dritten Platz erstmals wieder ein ansprechendes Ergebnis. Selbstverständlich stand der Klingenthaler damit wieder im Aufgebot zur Vierschanzentournee. Dort gelang Glaß mit Platz 8 in Oberstdorf ein vielversprechender Auftakt, während Helmut Recknagel das Springen gewann. Nach dem Neujahrsspringen musste Glaß aber alle Träume auf eine Podestplatzierung bei der Tournee begraben. Nach dem ersten Durchgang noch auf Platz 8 stürzte er im zweiten Durchgang und beendete mit Platz 31 den Wettbewerb. Während Recknagel letztlich seinen zweiten Tourneesieg feierte, kam Glaß nach Platz 4 in Innsbruck und Platz 5 in Bischofshofen noch auf den zehnten Platz in der Gesamtwertung. In der an Höhepunkten armen Saison war die Einweihung der Großen Aschbergschanze am 1. Februar 1959 in Glaß´ Heimat Klingenthal ein bedeutendes Ereignis. Sinnbildlich war erneut, dass der Klingenthaler nach dem eher missglückten Weihesprung beim anschließenden Skisprungwettbewerb den undankbaren vierten Platz belegte, während Recknagel einmal mehr den Wettbewerb gewann. Auch bei den DDR-Meisterschaften auf der neuen Marktiegelschanze im thüringischen Lauscha konnte Glaß den Überflieger aus Steinbach-Hallenberg nicht bezwingen. Dass die Silbermedaille seine letzte Meisterschaftsmedaille sein würde, konnte Glaß zu diesem Zeitpunkt noch nicht ahnen. Nach den Meisterschaften sollte ein vorolympischer Wettkampf auf der Schanzenanlage in Squaw Valley das nächste Treffen der Weltelite im Skispringen sein. Allerdings verweigerte das US-Außenministerium der DDR-Delegation die Einreise, da sich in ihr auch SED-Mitglieder befanden, unter anderem das Springertrio Recknagel, Lesser, Glaß. So war erst das traditionelle Springen am Holmenkollen die nächste internationale Kraftprobe für die DDR-Athleten. Bei dieser konnte Glaß einen hervorragenden 7. Platz belegen und sich vor Recknagel platzieren, der durch einen Sturz im 1. Durchgang nur den 29. Platz erzielen konnte. Bei der Skiflugwoche am Kulm lag dann wieder Recknagel vor Glaß, der Thüringer auf Platz 2; der Sachse schloss mit dem 7. Platz ab. Die Saison wurde durch zwei international gut besetzte Springen in Klingenthal und Oberwiesenthal abgeschlossen, letzteres wieder um den Pokal der Freien Presse. Bei beiden Springen stand Glaß nochmals auf dem Podest.

### Karriereende
Die Saison 1959/60 begann für die DDR-Skispringer mit politischen Verwerfungen. War man im Februar 1959 schon einmal durch das Einreiseverbot nach Squaw Valley in den Strudel politischer Verwicklungen geraten, war es nun der innerdeutsche Flaggenstreit, der die Renner-Schützlinge recht schnell betreffen sollte. Mit der Weigerung der Bundesregierung, DDR-Sportler mit dem seit dem 1. Oktober 1959 eingeführten Staatsemblem der DDR auf der Sportkleidung starten zu lassen bzw. bei internationalen Sportereignissen auf bundesdeutschem Gebiet die DDR-Fahne aufzuziehen, war das politische Scharmützel eröffnet. Letztendlich wurde es auf dem Rücken der Sportler ausgetragen. Konkret hieß es, dass die Vierschanzentournee in Oberstdorf und Garmisch ohne die DDR-Springer um den zweifachen Tourneesieger Recknagel stattfand. Stattdessen wurde eiligst in Oberwiesenthal eine zweitägige Konkurrenzveranstaltung aus dem Boden gestampft, an der die ebenfalls auf den bundesdeutschen Schanzen nicht gestarteten Springer aus der ČSR und der Sowjetunion teilnahmen. Erstmals seit geraumer Zeit konnte Glaß den sieben Jahre jüngeren Recknagel an beiden Sprungtagen wieder einmal schlagen, der Klingenthaler zeigte sich in guter Form. Danach reisten die DDR-Springer nach Innsbruck, um sich auf das dritte Springen der Vierschanzentournee am Bergisel vorzubereiten. Immerhin stand ja auch noch eine Olympiaqualifikation an, für die man Sprungpraxis brauchte. In Innsbruck dann der Schock: beim ersten Trainingsspringen am Neujahrstag 1960 stürzte Glaß nach einem 72-m-Sprung im vereisten Auslauf schwer und zog sich eine Fraktur des rechten Sprunggelenks zu. Noch in Innsbruck wurde er operiert. Damit war die zweite Olympiateilnahme für Glaß geplatzt. Am 14. Januar 1960 wurde Glaß in die Berliner Charité verlegt, wo er vom Krankenbett aus den Olympiasieg Recknagels in Squaw Valley anschauen konnte. Statt seiner hatte sich der Oberwiesenthaler Veit Kührt qualifiziert, der als Nachwuchsmann einen beachtlichen 12. Platz auf der Olympiaschanze erreichte. Glaß´ Schicksal selbst nahm im Rahmen der medialen Vorbereitung der Olympischen Winterspiele breiten Raum in den DDR-Medien ein, zählten doch die erfolgreichen Skispringer damals zu den beliebtesten Sportlern in der DDR. So besuchten unter anderem Walter Ulbricht und das damalige Politbüromitglied Erich Honecker am 22. Januar 1960 den Klingenthaler am Krankenbett. Kurz vor seinem Abflug zu den Olympischen Spielen schaute auch noch Mannschaftskamerad Helmut Recknagel bei Glaß in der Charite vorbei, die Bilder gingen durch die Tageszeitungen der DDR. Ende Februar konnte Glaß entlassen werden, für die Saison 1960/61 begann er wieder planmäßig sein Training. Zum Oberwiesenthaler Weihnachtsspringen am 26. Dezember 1960 wurde er ursprünglich gemeldet, dann wurde sein Start zurückgezogen. Kurz darauf stand Glaß allerdings auf der Aschbergschanze als vielumjubelter Einspringer einen 60-Meter-Satz. Dieses Herantasten reichte natürlich nicht für eine Nominierung zur folgenden Vierschanzentournee, bei der man nach den Querelen des Vorjahres auch wieder in Oberstdorf und Garmisch startete. Während Recknagel zum dritten Mal die Tournee gewann, versuchte Glaß in der Heimat verzweifelt, sich wieder an das Springen heranzutasten. Bei der Thüringer Dreischanzentournee ging Glaß beim zweiten Springen in Schmiedefeld erstmals wieder in einem Wettkampf an den Start. Erwartungsgemäß siegte zwar der große Favorit Recknagel, aber der eigentliche Star des Tages war Glaß, der einen beachtlichen fünften Platz mit Sprüngen von 71 und 71 m erreichte, und das in Konkurrenz zu den gesamten DDR-Spitzenspringern. Die aufsteigende Leistung reichte dem DSLV und Auswahltrainer Hans Renner, Glaß Ende Januar 1961 erstmals wieder zu einem internationalen Wettbewerb zu schicken, zur Internationalen Schweizer Springerwoche. Bei den Wettbewerben in Unterwasser, St. Moritz, Arosa und Le Locle konnte der Klingenthaler bei teils namhafter Konkurrenz wie den Finnen Eino Kirjonen, Antero Immonen oder Niilo Halonen sich nochmals auszeichnen, in Unterwasser erreichte er mit Platz 11 seine beste Platzierung. Diese Platzierung konnte Glaß als bester deutscher Springer auch nach Abschluss der vier Wettbewerbe in der Tourneegesamtwertung für sich reklamieren. Letztlich war die zunehmende Belastung wohl aber zu viel, so dass die DDR-Tageszeitungen am 21. Februar 1961 wieder von einer erneuten Zwangspause wegen heftiger Schmerzen im Fuß berichteten. Glaß hatte sich auf Anraten der Ärzte zu einer erneuten Operation entschlossen. Bis dahin hatte der Sachse seit Herbst 1960 über 200 Sprünge absolviert. Nach seiner Operation im April 1961, bei der ein Knorpel aus dem rechten Fußgelenk herausoperiert worden war, begann Glaß im Herbst 1961 tatsächlich nochmals mit dem Sprungtraining. Die DSLV-Führung nutzte Glaß Popularität zugleich, um ihn Ende Oktober 1961 zusammen mit Werner Lesser nach Schweden zu schicken, wo in Örnsköldsvik die erste außerhalb der DDR erbaute Mattenschanze eingeweiht wurde. Dies sollte der letzte internationale Auftritt von Glaß sein. Anfang Dezember 1961 vermeldeten die Tageszeitungen der DDR Glaß´ Rücktritt vom Leistungssport. Der rechte Fuß machte Glaß einfach zu sehr zu schaffen, zudem war Sachse mittlerweile auch schon 31 Jahre alt.

## Trainer beim SC Dynamo Klingenthal
Nach seiner aktiven Karriere Glaß als Mitarbeiter der SV Dynamo Angehöriger der Deutschen Volkspolizei. Er arbeitete von 1962 bis 1980 als Trainer im Nachwuchsbereich des SC Dynamo Klingenthal. Sportler wie Wolfgang Stöhr, Henry Glaß oder Mathias Buse gehörten zu seinen Schützlingen. 1982 erlitt Glaß einen Herzinfarkt. Ab 1988 war er Rentner wegen Invalidität, da er wegen seiner Fußverletzung von Innsbruck kaum noch richtig gehen konnte.

## Ehrungen
- 1955 Meister des Sports
- 1956 Verdienter Meister des Sports
- 1958 Vaterländischen Verdienstorden in Bronze[47]